# Praça de Toiros de Reguengos de Monsaraz
A Praça de Toiros de Reguengos de Monsaraz, oficialmente designada Praça de Toiros José Mestre Batista, é uma praça de toiros situada em Reguengos de Monsaraz. Foi inaugurada em 15 de Agosto de 1924. Administrativamente encontra-se classificada como de 2ª Categoria.
A Praça recebeu o nome de José Mestre Batista, ilustre cavaleiro tauromáquico natural de Reguengos de Monsaraz. 

## Descrição
De planta circular e estrutura poligonal, a Praça consta de uma construção de alvenaria com arcada no topo interior e ornamentação neo-mudéjar.  

## Monsaraz
Na vila de Monsaraz realiza-se anualmente uma corrida de toiros de morte na antiga arena medieval do castelo.